# E.S.P. (Bee-Gees-Album)
E.S.P. (Eigenschreibweise E·S·P) ist das 17. Studioalbum der australisch-britischen Band Bee Gees, das im September 1987 erschien.

## Entstehung und Veröffentlichung
Die Erstveröffentlichung von E.S.P. erfolgte am 21. September 1987 bei Warner Bros. Records. Das Album erschien in seiner Originalausführung als CD (Katalognummer: 925 541-2) und LP (Katalognummer: 925 541-1) mit elf Titeln.
Geschrieben und produziert wurden alle Lieder gemeinsam von den Bee-Gees-Mitgliedern Barry, Maurice und Robin Gibb. Bei der Produktion aller Titel erhielt die Band Unterstützung durch Arif Mardin. Bei You Win Again stand zusätzlich Brian Tench als Produzent zur Seite.

## Titelliste
1. E·S·P – 5:35
2. You Win Again – 4:01
3. Live or Die (Hold Me Like a Child) – 4:42
4. Giving Up the Ghost – 4:26
5. The Longest Night – 5:47
6. This Is Your Life – 4:53
7. Angela – 4:56
8. Overnight – 4:21
9. Crazy for Your Love – 4:43
10. Backtafunk – 4:23
11. E·S·P (Vocal Reprise) – 0:30

## Mitwirkende

### Musiker
- Gesang: Barry Gibb, Robin Gibb und Maurice Gibb
- Hintergrundgesang: Robin Gibb
- Synthesizer: Maurice Gibb, Rhett Lawrence, Greg Phillinganes
- Keyboards: Maurice Gibb, Rhett Lawrence, Greg Phillinganes
- Piano: Greg Phillinganes (elektrisches)
- Gitarre: Barry Gibb, Maurice Gibb, Reb Beach, Reggie Griffin, Arif Mardin, Nick Moroch
- Bass: Maurice Gibb, David A. Jones, Will Lee, Arif Mardin (Bassynthesizer), Marcus Miller
- Schlagzeug: Barry Gibb, Tony Beard

### Produktion
- Produzenten: Barry Gibb, Robin Gibb, Arif Mardin
- Toningenieure: Claude “Swifty” Achille, Ellen Fitton, George Marino, Michael O’Reilly, Ken Steiger, Brian Tench
- Konzertmeister: Gene Orloff
- Arrangeure: Barry Gibb, Robin Gibb, Maurice Gibb, Arif Mardin, Reggie Griffin
- Abmischung: Brian Tench
- Synthesizerprogrammierer: Barry Gibb, Robin Gibb, Scott Glasel, Reggie Griffin, Rhett Lawrence, Joe Mardin, Greg Phillinganes, Brian Tench
- Artwork: Jeri Heiden

## Singleauskopplungen
| Jahr | Titel               | Höchstplatzierung, Gesamtwochen/‑monate, AuszeichnungChartplatzierungen (Jahr, Titel, , Platzierungen, Wochen/Monate, Auszeichnungen, Anmerkungen) | Höchstplatzierung, Gesamtwochen/‑monate, AuszeichnungChartplatzierungen (Jahr, Titel, , Platzierungen, Wochen/Monate, Auszeichnungen, Anmerkungen) | Höchstplatzierung, Gesamtwochen/‑monate, AuszeichnungChartplatzierungen (Jahr, Titel, , Platzierungen, Wochen/Monate, Auszeichnungen, Anmerkungen) | Höchstplatzierung, Gesamtwochen/‑monate, AuszeichnungChartplatzierungen (Jahr, Titel, , Platzierungen, Wochen/Monate, Auszeichnungen, Anmerkungen) | Höchstplatzierung, Gesamtwochen/‑monate, AuszeichnungChartplatzierungen (Jahr, Titel, , Platzierungen, Wochen/Monate, Auszeichnungen, Anmerkungen) | Anmerkungen                          |
| Jahr | Titel               | DE | AT | CH | UK | US | Anmerkungen                          |
| ---- | ------------------- | --- | --- | --- | --- | --- | ------------------------------------ |
| 1987 | You Win Again       | DE1 Platin · (19 Wo.)DE | AT1 (3½ Mt.)AT | CH1 (17 Wo.)CH | UK1 Gold · (15 Wo.)UK | US75 (6 Wo.)US | Erstveröffentlichung: September 1987 |
| 1987 | E.S.P.              | DE13 (11 Wo.)DE | — | CH9 (8 Wo.)CH | UK51 (5 Wo.)UK | — | Erstveröffentlichung: Oktober 1987   |
| 1988 | Crazy for Your Love | — | — | — | UK79 (2 Wo.)UK | — | Erstveröffentlichung: Februar 1988   |
| 1988 | Angela              | DE52 (5 Wo.)DE | — | — | — | — | Erstveröffentlichung: 1988           |

## Kommerzieller Erfolg

### Chartplatzierungen

#### Album
| ChartsChartplatzierungen       | Höchstplatzierung | Wochen/ Monate |
| ------------------------------ | ----------------- | -------------- |
| Deutschland (GfK)              | 1 (28 Wo.)        | 28 Wo.         |
| Österreich (Ö3)                | 2 (5,5 Mt.)       | 5,5 Mt.        |
| Schweiz (IFPI)                 | 1 (22 Wo.)        | 22 Wo.         |
| Vereinigte Staaten (Billboard) | 96 (9 Wo.)        | 9 Wo.          |
| Vereinigtes Königreich (OCC)   | 5 (24 Wo.)        | 24 Wo.         |

| ChartsJahrescharts (1987) | Platzierung |
| ------------------------- | ----------- |
| Deutschland (GfK)         | 36          |

| ChartsJahrescharts (1988) | Platzierung |
| ------------------------- | ----------- |
| Deutschland (GfK)         | 27          |
| Österreich (Ö3)           | 21          |
| Schweiz (IFPI)            | 25          |

### Auszeichnungen für Musikverkäufe
| Land/Region                  | Auszeichnungen für Musikverkäufe (Land/Region, Auszeichnung, Verkäufe) | Verkäufe  |
| ---------------------------- | ---------------------------------------------------------------------- | --------- |
| Deutschland (BVMI)           | 3× Gold                                                                | 750.000   |
| Hongkong (IFPI/HKRIA)        | Gold                                                                   | 10.000    |
| Schweiz (IFPI)               | 2× Platin                                                              | 100.000   |
| Spanien (Promusicae)         | Gold                                                                   | 50.000    |
| Vereinigtes Königreich (BPI) | Platin                                                                 | 300.000   |
| Insgesamt                    | 3× Gold · 4× Platin ·                                                  | 1.220.000 |

Hauptartikel: Bee Gees/Auszeichnungen für Musikverkäufe